# Anthrenus afer
Anthrenus afer là một loài bọ cánh cứng trong họ Dermestidae. Loài này được Péringuey miêu tả khoa học năm 1886.